# Dave Pedneau
Œuvres principales
Série Whit Pynchon et Anna Tyree
Dave Pedneau, né David Elliot Pedneau  le 28 septembre 1947 à Princeton en Virginie-Occidentale et mort le 12 décembre 1990 dans la même région, est un écrivain américain, auteur de romans policiers et d’horreurs. Il a utilisé les pseudonymes de Marc Eliot et de Lee Hawks au cours de sa carrière pour publier des romans d’horreurs, utilisant le nom de Dave Pedneau pour signer ces romans policiers.

## Biographie
Il fréquente l’université Concord et obtient un Bachelor's degree en sciences politiques et en économie.
Il travaille comme journaliste dans l’État de la Virginie-Occidentale, notamment pour le quotidien Bluefield Daily Telegraph (en) et pour son petit frère du week-end le Priceton Times. Il exerce également comme magistrat dans le comté de Mercer de 1977 à 1981.
Il passe à l’écriture en 1985 avec le roman Presumption of Innocence. Il se fait connaître grâce à la série consacrée à Whit Pynchon, un enquêteur du bureau du procureur de district (District Attorney) qui se trouve confronté dans ses investigations à la jeune reporter criminelle Anna Tyree. Deux volumes de cette série ont été traduits en France dans la collection Polar U.S.A. de l'éditeur Gérard de Villiers. Il publie également deux récits d’horreurs sous deux pseudonymes différents.
Il meurt prématurément d’une crise cardiaque à l’âge de quarante-trois ans.

## Œuvre

### Romans

#### SérieWhit Pynchon et Anna Tyree
- A.P.B. (All Points Bulletin) (1987) Publié en français sous le titre Mort à l’arrivée, traduction de Frank Reichert, Paris, Éditions Gérard de Villiers, coll. « Polar U.S.A. » no 26, 1989.
- D.O.A. (Dead On Arrival) (1988) Publié en français sous le titre Vengeances, traduction de Florence Mantran, Paris, Éditions Gérard de Villiers, coll. « Polar U.S.A. » no 34, 1990.
- B.O.L.O. (Be On the Look Outdor) (1989)
- A.K.A. (Also Know As) (1990)
- B. & E. (Beaking & Entering) (1991)
- N.F.D. (No Fair Deal) (1992)

#### Autres romans
- Presumption of Innocence (1985)
- Dead Witness (1987)
- Night, Winter and Death (sous le nom de plume de Lee Hawks, 1990)
- How Dear the Dawn (sous le nom de plume de Marc Eliot, 1990)

## Sources
- (en) Leroy Lad Panek, The American Police Novel : A History, Jefferson, McFarland & Co Inc, 2003, 344 p. (ISBN 978-0-7864-1688-2, lire en ligne), p. 171
- (en) Colleen Barnett, Mystery Women II Revised (An Encyclopedia of Leading Women Characters in Mystery Fiction, (1980-1989), Volume 2 : Revised, Scottdale, Poisoned Pen Press, 2011, 513 p., p. 371-372